# Гоставецу
Гоставецу (рум. Gostavățu) — село у повіті Олт в Румунії. Входить до складу комуни Гоставецу.
Село розташоване на відстані 130 км на захід від Бухареста, 42 км на південь від Слатіни, 64 км на південний схід від Крайови.

## Населення
За даними перепису населення 2002 року у селі проживали 1838 осіб, усі — румуни. Усі жителі села рідною мовою назвали румунську.